# Tony Demelinne
Tony Demelinne (* 7. Oktober 1987 in Den Haag) ist ein niederländischer Eishockeyspieler, der seit 2012 bei den Heerenveen Flyers unter Vertrag steht und mit dem Klub seit 2015 in der neugegründeten belgisch-niederländischen BeNe League spielt. Daneben ist er auch im Inline-Skaterhockey aktiv. In beiden Sportarten ist er niederländischer Nationalspieler.

## Karriere

### Clubs
Demelinne begann seine Karriere als Eishockeyspieler bei Hijs Hokij Den Haag in seiner Geburtsstadt, für die er bereits als 15-Jähriger in der zweiten niederländischen Liga, der Eerste divisie, spielte. 2004 ging er für ein Jahr zu den Amstel Tijgers in die niederländische Hauptstadt und gab dort nicht nur sein Debüt in der Ehrendivision, sondern gewann auch auf Anhieb Meisterschaft und Pokal. Anschließend wechselte er nach Nordamerika, wo er sich bei den Southern Ice Lightning aber nicht durchsetzen konnte, so dass er noch während der Spielzeit 2005/06 in die Niederlande zurückkehrte und bei den Zoetermeer Panters in der zweiten Liga anheuerte. Zur neuen Saison unterschrieb er einen Vertrag bei HYS The Hague in der Ehrendivision. Sechs Jahre blieb er in seiner Geburtsstadt – unterbrochen nur von einem Kurzgastspiel mit 16 Einsätzen bei den Sydney Bears in der Australian Ice Hockey League. Mit HYS gewann er 2009 den niederländischen Meistertitel sowie 2011 und 2012 den North Sea Cup. Seit 2012 spielt er bei den Heerenveen Flyers, mit denen er seit 2015 an der neugegründeten belgisch-niederländischen BeNe League spielt. Mit den Friesen erreichte er 2016 das Playoff-Finale, das aber gegen den belgischen Vertreter HYC Herentals verloren ging. Als beste niederländische Mannschaft errangen die Flyers damit jedoch den nationalen Meistertitel. Zudem konnten sie auch den niederländischen Pokalwettbewerb für sich entscheiden. 2017 gewann er mit den Flyers dann die BeNe League und damit auch erneut den niederländischen Meistertitel.

### International
Für die Niederlande nahm Demelinne an den Spielen der Division II der U18-Junioren-Weltmeisterschaft 2003, 2004 und 2005 sowie der U20-Junioren-Weltmeisterschaft 2004, 2006 und 2007 teil.
Bei der Weltmeisterschaft der Division I 2009 debütierte er für die Herren-Nationalmannschaft. Auch bei den Weltmeisterschaften 2011, 2012, 2013, 2014 und 2015 stand er für die Niederländer in der Division I auf dem Eis.
Bei der im November 2012 und Februar 2013 ausgetragenen Olympiaqualifikation für die Spiele in Sotschi 2014 spielte er ebenfalls für seine Farben. Die Niederländer konnten dabei zwar die erste Qualifikationsrunde nach Siegen gegen Kroatien, Litauen sowie Gastgeber Ungarn überstehen, mussten dann aber in der entscheidenden zweiten Runde gegen Österreich, Deutschland und Italien deutliche Niederlagen hinnehmen.

### Inline-Skaterhockey
Neben seiner Eishockey-Karriere ist Demelinne auch im Inline-Skaterhockey aktiv. Bei der Europameisterschaft 2009 stand er in der Niederländischen Nationalmannschaft, die den fünften Platz belegte. Er selbst war mit elf Toren und neun Vorbereitungen drittbester Scorer des Turniers. Ein Jahr später nahm er mit den Dutch Mustangs Den Haag, die am Ende Platz neun von zwölf Mannschaften belegten, am Skaterhockey-Europapokal teil. Dort war er mit zehn Toren der erfolgreichste Stürmer seines Vereins.

## Erfolge und Auszeichnungen
- 2005 Niederländischer Meister und Pokalsieger mit den Amstel Tijgers Amsterdam
- 2009 Niederländischer Meister mit HYS The Hague
- 2011 Gewinn des North Sea Cup mit HYS The Hague
- 2012 Gewinn des North Sea Cup mit HYS The Hague
- 2016 Niederländischer Meister und Pokalsieger mit den Heerenveen Flyers
- 2017 Gewinn der BeNe League und niederländischer Meister mit den Heerenveen Flyers

## Statistik
(Stand: Ende der Spielzeit 2023/24)